# Бад-Бертрих
Бад-Бертрих (нем. Bad Bertrich) — община в Германии, курорт, расположен в земле Рейнланд-Пфальц на реке Иссбах. 
Входит в состав района Кохем-Целль. Подчиняется управлению Ульмен.  Население составляет 941 человек (на 31 декабря 2010 года). Занимает площадь 8,71 км².
Курорт Бертрих основан в римские времена в четвертом веке н. э., были построены великолепное здание для купания, храмы и виллы. В 1858 году были обнаружены хорошо сохранившаяся мраморная статуэтка Дианы и вотивный алтарь, посвященный богиням исцеления Веркане и Медуне.